# 中国共产党常德市委员会
中国共产党常德市委员会（简称中共常德市委）是中国共产党在湖南省常德市的领导机关。

## 职责
根据《中国共产党地方委员会工作条例》，中国共产党地方委员会主要实行政治、思想和组织领导，承担下列职能：
1. 对本地区重大问题作出决策。
2. 通过法定程序使党组织的主张成为地方性法规、地方政府规章或者其他政令。
3. 加强对本地区宣传思想文化工作的领导，牢牢掌握意识形态工作领导权、话语权。
4. 按照干部管理权限任免和管理干部，向地方国家机关、政协组织、人民团体、国有企事业单位等推荐重要干部。
5. 支持和保证人大、政府、政协、法院、检察院、人民团体等依法依章程独立负责、协调一致地开展工作，发挥这些组织中党组的领导核心作用。
6. 加强对本地区群团工作和统一战线工作的领导。
7. 动员、组织所属党组织和广大党员，团结带领群众实现党的目标任务。

## 历任书记
| 届次 | 姓名   | 就任日期   | 卸任日期   | 备注  |
| ---- | ------ | ---------- | ---------- | ----- |
| 1    | 郭连贵 | 1977年9月  | 1980年10月 |       |
| 2    | 刘佳时 | 1980年12月 | 1983年7月  |       |
| 3    | 陈彰嘉 | 1983年6月  | 1990年9月  |       |
| 4    | 庞道沐 | 1990年9月  | 1995年1月  |       |
| 5    | 吴定宪 | 1995年1月  | 2001年4月  |       |
| 6    | 程海波 | 2001年3月  | 2006年3月  |       |
| 7    | 武吉海 | 2006年4月  | 2008年12月 |       |
| 8    | 卿渐伟 | 2008年12月 | 2013年3月  |       |
| 9    | 王群   | 2013年3月  | 2017年7月  | [ 2 ] |
| 10   | 周德睿 | 2017年7月  | 2021年3月  | [ 3 ] |
| 11   | 杨懿文 | 2021年4月  | 2021年11月 | [ 4 ] |
| 12   | 曹志强 | 2021年11月 |            | [ 5 ] |